# Antonio Bono Luque
Antonio Bono Luque (Alacant, 1877 - 1929) fou un polític alacantí, alcalde d'Alacant en el primer quart del segle xx. Pare de l'alcalde franquista Román Bono Marín.
Era fill del comerciant Román Bono Guarner, i en heretar la Industrial Alicantina del seu pare esdevingué un dels majors contribuents d'Alacant. Això va ser vicepresident del Casino d'Alacant, directiu de la Junta d'Obres del Port i de la Caja de Ahorros del Sureste de España, membre de la Reial Societat Econòmica d'Amics del País, del Consell d'Administració del ferrocarril de la Marina (1902) i de la societat cooperativa per a la construcció de Cases Barates (1915). En 1914 fou president de la Cambra de Comerç d'Alacant. També posseïa la Colònia "San Román" a Albacete.
Políticament, es va alinear amb el Partit Liberal Fusionista, amb el que fou escollit regidor d'hisenda i caritat de l'ajuntament d'Alacant en 1917 i fins i tot fou alcalde de 1918 a 1921 i de novembre de 1922 fins 1923 amb la proclamació de la Dictadura de Primo de Rivera. Durant el seu mandat va augmentar les inspeccions de sanitat per evitar epidèmies, va repartir vacunes contra la verola i va realitzar col·lectes per ajudar els ciutadans més desfavorits. Va impulsar un projecte urbanístic pel qual va construir la Gran Via i la carretera cap el Campello, va adquirir els tres primers camions d'escombraries d'Alacant, va inaugurar el Mercat de Proveïments i va portar l'electricitat a l'Horta d'Alacant, Carolines Altes i Carolines Baixes. També va encarregar Joaquim Sorolla la construcció d'un Museu de Belles Arts, que finalment no es va dur a terme.